# Корнеева, Александра Абрамовна
Александра Абрамовна Корнеева (1921, Омская губерния — неизвестно) — советская колхозница. Герой Социалистического Труда (1948).

## Биография
Александра Корнеева родилась в 1921 году в Омской губернии (сейчас территория Акмолинской области Казахстана).
В 1940-х годах работала в совхозе имени Фрунзе в Кантском районе Фрунзенской области (сейчас в Ысык-Атинском районе Чуйской области Кыргызстана). Возглавляла полеводческое звено, занимавшееся выращиванием сахарной свёклы.
В 1947 году звено Корнеевой с 2 гектаров собрало сахарную свёклу с урожайностью 830 центнеров с гектара.
8 мая 1948 года Указом Президиума Верховного Совета СССР за получение высоких урожаев сахарной свёклы при выполнении совхозом плана сдачи государству сельскохозяйственных продуктов в 1947 году и обеспеченности семенами зерновых культур для весеннего сева получила звание Героя Социалистического Труда с вручением ордена Ленина и золотой медали «Серп и Молот».
Впоследствии перебралась в Алма-Атинскую область Казахской ССР. Работала в опытном хозяйстве Казахской мелиоративной станции в Каскеленском районе (сейчас Карасайский район), возглавляла бригаду.
С 1976 года была персональным пенсионером союзного значения.
Дата смерти неизвестна.
Награждена медалями, в том числе «За трудовую доблесть» (22 марта 1966).